# Liste der Herrscher namens Friedrich
Friedrich hießen folgende Herrscher:

## Friedrich
- 0998–1019 Friedrich (Moselgau), Graf
- Friedrich (Pfalzgraf in Schwaben) (* um 997/999; † um 1070/1075), Pfalzgraf in Schwaben und Graf im Riesgau
- Friedrich von Büren (auch: Friedericus de Buren; * um 1020; † kurz nach 1053) wird als Stammvater der Staufer angesehen
- 1092–1124 Friedrich (Arnsberg), Graf
- 0000–0000 Friedrich (Saarbrücken), Graf, 11./12. Jahrhundert
- 1172–1173 und 1178–1189 Friedrich (Böhmen), Herzog
- 0000–1226 Friedrich von Isenberg, Graf
- 1287–1316 Friedrich der Kleine, Markgraf von Meißen
- 1375–1393 Friedrich (Bayern), der Weise, Herzog von Bayern
- 1385–1440 Friedrich der Friedfertige, Herzog und Landgraf von Thüringen
- 1452–1456 Friedrich (Troppau), Herzog
- 1480~83–1507 Friedrich (Teschen), Herzog von Teschen, Rektor der Universität Wien und Dekan des Breslauer Domkapitels
- 1587–1642 Friedrich von Kettler, Herzog von Kurland
- 1581–1597 Friedrich (Pfalz-Zweibrücken-Vohenstrauß-Parkstein), Herzog
- 1632–1655 Friedrich (Hessen-Eschwege), Landgraf
- 1624–1658 Friedrich (Schleswig-Holstein-Norburg), Herzog
- 1635–1661 Friedrich (Pfalz-Zweibrücken-Veldenz), Herzog von Zweibrücken
- 1635–1670 Friedrich (Anhalt-Harzgerode), Fürst
- 1649–1682 Friedrich (Württemberg-Neuenstadt), Herzog
- 1655–1665 Friedrich (Nassau-Weilburg), Graf
- 1711–1715 Friedrich (Sachsen-Weißenfels-Dahme), Herzog
- 1720–1751 Friedrich (Schweden), König
- 1756–1785 Friedrich (Mecklenburg), der Fromme, Herzog zu Mecklenburg-Schwerin
- 1810–1838 Friedrich (Hohenzollern-Hechingen), Fürst
- 1812–1812 Friedrich (Anhalt-Bernburg-Schaumburg-Hoym), Fürst
- 1826–1834 Friedrich (Sachsen-Altenburg), Herzog
- 1863–1885 Friedrich (Schleswig-Holstein-Sonderburg-Glücksburg), Herzog
- 1893–1918 Friedrich (Waldeck-Pyrmont), Fürst
- Friedrich der Jüngere (Brandenburg), 1447–1463 Herr der Altmark
- Friedrich der Straßburger († 1365), genannt „der Straßburger“, Graf von Hohenzollern

### Friedrich I.
- Friedrich I. (HRR), Barbarossa, Kaiser (1122–1190)
- Friedrich I. (Neapel), König (1496–1501)
- Friedrich I. (Dänemark und Norwegen), König (1523–1533)
- Friedrich I. (Preußen), König (1701–1713)
- Friedrich (Schweden), König (1720–1751)
- Friedrich I. (Württemberg, König), König (1754–1816)
- Friedrich I. (Baden, Großherzog), Großherzog (1856–1907)
- Friedrich I. (Schwaben), Herzog (1079–1105)
- Friedrich I. (Österreich), Herzog (1195–1198)
- Friedrich von Baden-Österreich, Markgraf von Verona und Baden (1250–1268)
- Friedrich I. (Lothringen), Herzog (1205–1206)
- Friedrich I. (Baden und Verona) (* um 1167; † 1217/1218), Markgraf von Verona und Baden
- Friedrich I. (Athen), Herzog von Athen und Neopatria (1348–1355)
- Friedrich I. (Braunschweig-Wolfenbüttel), Herzog (1373–1400)
- Friedrich I. (Sachsen) der Streitbare, Herzog (1423–1428)
- Friedrich I. (Liegnitz), Herzog (1455–1488)
- Friedrich I. (Württemberg, Herzog) (1593–1608)
- Friedrich I. (Sachsen-Gotha-Altenburg), Herzog (1648–1680)
- Friedrich I. (Anhalt), Herzog (1871–1904)
- Friedrich I. (Bar), Graf von Bar und Herzog von Oberlothringen (959–978)
- Friedrich I. (Pfalzgraf von Sachsen) (1038–1042)
- Friedrich I. (Zollern), Graf (1061–vor 1125)
- Friedrich I. (Vianden), Graf von Vianden (–1150)
- Friedrich I. (Nürnberg), Burggraf (1191–1200)
- Friedrich I. (Fürstenberg) (* vor 1250; † 1296), Graf von Fürstenberg
- Friedrich I. (Rietberg), Graf von Rietberg (1264–1282)
- Friedrich I. (Meißen), der Freidige, Markgraf (1291–1324)
- Friedrich I. (Cilli), Graf von Cilli (1341–1359)
- Friedrich I. von Vaudémont, Graf von Vaudémont (1392–1415)
- Friedrich I. (Brandenburg), Markgraf und Kurfürst (1415–1440)
- Friedrich I. (Pfalz), der Siegreiche, Pfalzgraf und Kurfürst (1449–1476)
- Friedrich I. (Pfalz-Simmern), Herzog (1459–1480)
- Friedrich I. (Weimar-Orlamünde), Graf (1340–1365)
- Friedrich I. (Hessen-Homburg), Landgraf (1622–1638)
- Friedrich I. von Brehna, Graf
- Friedrich I. zu Castell, Graf
- Friedrich I. zu Leiningen-Westerburg-Altleiningen, Graf (1761–1839)
- Friedrich I. (Hessen-Kassel) ist: Friedrich (Schweden), König (1720–1751)
- Friedrich I. (Böhmen) ist: Friedrich V. (Pfalz)

Kirchliche Herrscher:
- Friedrich I. von Schwarzenburg, Erzbischof von Köln (1100–1131)
- Friedrich I. (Magdeburg), Erzbischof und Regent von Magdeburg (1142–1152)
- Friedrich I. von Utrecht, Fürstbischof (820–829)
- Friedrich I. (Salzburg), Fürsterzbischof (958–991)
- Friedrich I. (Münster), Fürstbischof (1064–1084)
- Friedrich (Schwerin) (* um 1158; † 1239), 1182–1228 Domherr und Dompropst in Hildesheim und Verden sowie 1238–1239 Bischof im Bistum Schwerin
- Friedrich I. von Lebus, Bischof (1305–1311)
- Friedrich I. (Bischof von Augsburg), Bischof (1309–1331)
- Friedrich I. (Prag), Bischof von Prag
- Friedrich I. (Berchtesgaden), Augustiner-Chorherr und Propst des Klosterstifts Berchtesgaden
- Friedrich I. von Torgau († 1283), Bischof von Merseburg

### Friedrich II.
- Friedrich II. (HRR), römisch-deutscher Kaiser (1194–1250)
- Friedrich II. (Sizilien), König von Sizilien (1296–1336)
- Friedrich II. (Dänemark und Norwegen), König von Dänemark und Norwegen (1559–1588)
- Friedrich II. (Preußen), der Große, der Alte Fritz, König von Preußen (1712–1786)
- Friedrich II. (Baden, Großherzog), Großherzog von Baden (1907–1918)
- Friedrich II. (Bar), Herzog von Oberlothringen (1019–1026), Graf von Bar
- Friedrich II. (Luxemburg), Herzog (1046–1065)
- Friedrich II. (Schwaben), Herzog (1105–1147)
- Friedrich II. (Lothringen), Herzog (1206–1213)
- Friedrich II. (Österreich), der Streitbare, Herzog (1230–1246)
- Friedrich II. von Bülow, Bischof von Schwerin († 1375)
- Friedrich II. (Sachsen), der Sanftmütige, Kurfürst, dann Herzog (1428–1464)
- Friedrich II. (Braunschweig-Lüneburg), Herzog (1434–1457, 1472–1478)
- Friedrich II. (Liegnitz), Herzog von Liegnitz (1499–1547)
- Friedrich II. (Schleswig-Holstein-Gottorf), Herzog (1586–1587)
- Friedrich II. Kasimir Kettler, Herzog von Kurland (1681–1698)
- Friedrich II. (Sachsen-Gotha-Altenburg), Herzog (1693–1732)
- Friedrich II., Herzog von Württemberg (1797–1803), ist: Friedrich I. (Württemberg, König), Kurfürst, dann König (1806–1816)
- Friedrich II. (Anhalt), Herzog (1904–1918)
- Friedrich II. von Are, Fürstbischof von Münster (1152–1168)
- Friedrich II. von Walchen, Fürsterzbischof von Salzburg (1270–1284)
- Friedrich II. von Hoym, Erzbischof und Regent von Magdeburg (1382)
- Friedrich II. von Parsberg (Eichstätt), Fürstbischof von Eichstätt (1237–1246)
- Friedrich II. von Parsberg (Regensburg), Fürstbischof von Regensburg (1437–1450)
- Friedrich II. (Brandenburg), der Eiserne, Markgraf und Kurfürst (1437–1470)
- Friedrich II. von Sierck, Fürstbischof von Utrecht (1317–1322)
- Friedrich II. von Truhendingen, Fürstbischof von Bamberg (1363–1366)
- Friedrich II. von Sommerschenburg, Pfalzgraf von Sachsen (1120–1162)
- Friedrich II. (Pfalzgraf von Sachsen) (1056–1088)
- Friedrich II. (Zollern), Graf (vor 1125–1142/45)
- Friedrich II. von Berg, Graf und Erzbischof von Köln (1156–1158)
- Friedrich II. (Vianden), Graf (1163–1187)
- Friedrich II. (Baden, Markgraf) (1291–1333)
- Friedrich II. (Meißen), der Ernsthafte, Markgraf von Meißen und Landgraf in Thüringen (1329–1349)
- Friedrich II. von Vaudémont, Graf von Vaudémont (1458–1470)
- Friedrich II. (Brandenburg-Ansbach-Kulmbach), Markgraf von Brandenburg-Ansbach (1486–1515), Markgraf von Brandenburg-Kulmbach (1495–1515)
- Friedrich II. (Pfalz), der Weise, Pfalzgraf und Kurfürst von der Pfalz (1544–1556)
- Friedrich II. von Wittelsbach, Pfalzgraf von Donauwörth und Lengenfeld (1115–1198)
- Friedrich II. von Brehna und Wettin, Graf (1203–1221)
- Friedrich II. (Rietberg), Graf (1302–1323)
- Friedrich II., Burggraf von Nürnberg (1204–1218) ist: Friedrich IV. (Zollern)
- Friedrich II. zu Castell, Graf (1289–1349)
- Friedrich II. (Hessen-Homburg), Landgraf (1681–1708)
- Friedrich II. (Hessen-Kassel), Landgraf (1720–1785)
- Friedrich II. zu Leiningen-Westerburg-Altleiningen (1806–1868), Graf
- Friedrich Sesselmann, als Friedrich II. Bischof von Lebus (1455–1483)

### Friedrich III.
- Friedrich III. (HRR), Kaiser (1415–1493)
- Friedrich III. (Deutsches Reich), Kaiser (1888)
- Friedrich der Schöne, deutscher (Gegen-)König (1314–1330)
- Friedrich III. (Sizilien), der Einfache, König (1355–1377)
- Friedrich III. (Dänemark und Norwegen), König von Dänemark und Norwegen (1648–1670)
- Friedrich III. (Bar), Graf von Bar und Herzog von Oberlothringen (1027–1033)
- Friedrich III. (Lothringen), Herzog (1251–1302)
- Friedrich III. (Habsburg), Herzog von Österreich (1347–1362)
- Friedrich III. (Braunschweig-Calenberg-Göttingen), Herzog (1482–1484)
- Friedrich III. (Sachsen) der Weise, Herzog und Kurfürst (1486–1525)
- Friedrich III. (Liegnitz), Herzog (1547–1551, 1556–1559)
- Friedrich III. (Schleswig-Holstein-Gottorf), Herzog (1616–1659)
- Friedrich III. (Sachsen-Gotha-Altenburg), Herzog (1732–1772)
- Friedrich der Jüngere (Brandenburg), Markgraf (1424–1463)
- Friedrich III. (Brandenburg-Ansbach), Markgraf (1625–1634)
- Friedrich III. (Brandenburg-Bayreuth), Markgraf (1735–1763)
- Friedrich III. von Goseck, Pfalzgraf von Sachsen (995–1002)
- Friedrich III. (Leiningen), Graf (1237–1287)
- Friedrich III. (Nürnberg), Burggraf (1260–1297)
- Friedrich III. (Vianden), Graf (–1217)
- Friedrich III. (Meißen) der Strenge, Markgraf (1349–1381)
- Friedrich III. (Baden) (1327–1353), Markgraf
- Friedrich III. (Veldenz) († 1444), der letzte regierende Graf von Veldenz aus der Linie Geroldseck
- Friedrich III. (Pfalz) der Fromme (1515–1576), Pfalzgraf und Kurfürst (1559–1576)
- Friedrich III. (Wied), Graf und Gründer der Stadt Neuwied (1618–1698)
- Friedrich III. (Hessen-Homburg), Landgraf (1708–1748)
- Friedrich III. (Salm-Kyrburg), Wild- und Rheingraf sowie Fürst (1745–1794)
- Friedrich von Hessen-Kassel (1747–1837), Landgraf (1747–1837)
- Friedrich III. zu Leiningen-Westerburg-Altleiningen (1852–1916), Graf
- Friedrich III. (Sizilien) (1296–1337) ist eigentlich Friedrich II. (Sizilien)
- Friedrich III. (Brandenburg) (1657–1713) ist Friedrich I. (Preußen)
- Friedrich III. (Schwaben) (1122–1190) ist Friedrich I. (HRR)
- Friedrich III. (Sachsen-Hildburghausen) (1763–1834) ist Friedrich (Sachsen-Altenburg)
- Friedrich III. von Leibnitz, Fürsterzbischof von Salzburg (1315–1338)
- Friedrich III. von Saarwerden, Kurfürst und Erzbischof von Köln (1370–1414)
- Friedrich III. von Beichlingen, Erzbischof und Regent von Magdeburg (1445–1464)
- Friedrich III. von Plankenfels, Bischof von Regensburg (1450–1457)
- Friedrich III. von Zollern († 1436), Bischof von Konstanz (1434–1436)

### Friedrich IV.
- Friedrich IV. (Dänemark und Norwegen), König von Dänemark und Norwegen (1699–1730)
- Friedrich IV. (Lothringen), Herzog (1302–1329)
- Friedrich IV. (Österreich), mit der leeren Tasche, Herzog (1382–1439)
- Friedrich IV. (Schleswig-Holstein-Gottorf), Herzog (1694–1702)
- Friedrich IV. (Schwaben), Herzog von Franken und Rothenburg (1152–1167)
- Friedrich IV. (Liegnitz), Herzog (1571–1596)
- Friedrich IV. (Braunschweig-Lüneburg), Herzog (1636–1648)
- Friedrich IV. (Sachsen-Gotha-Altenburg), Herzog (1822–1825)
- Friedrich IV. (Pfalz), Pfalzgraf und Kurfürst (1583–1610)
- Friedrich IV. (Hessen-Homburg), Landgraf (1748–1751)
- Friedrich IV. (Moers), Graf  († 1448)
- Friedrich IV. (Nürnberg), Burggraf (1300–1332)
- Friedrich IV. (Pfalzgraf von Sachsen)
- Friedrich IV. (Salm-Kyrburg), Graf (1802/1803–1810/1811)
- Friedrich IV. (Zollern), Graf von Hohenzollern (1218–um 1255)
- Friedrich IV. (Thüringen), Landgraf (1406–1440)
- Friedrich IV. (Meißen) ist: Friedrich I. (Sachsen)
- Friedrich IV. (Sizilien) ist: Friedrich I. (Neapel)
- Friedrich IV. (Brandenburg) ist: König Friedrich II. (Preußen) (1740–1786)
- Friedrich IV. Truchsess von Emmerberg, Fürsterzbischof von Salzburg (1441–1452)
- Friedrich IV. von Brandenburg, Erzbischof und Regent von Magdeburg (1551–1552)
- Friedrich IV. von Wied, Kurfürst und Erzbischof von Köln (1562–1568)
- Friedrich IV. von Baden, Fürstbischof von Utrecht (1496–1517)
- Friedrich IV. von Oettingen, Fürstbischof von Eichstätt (1383 bis 1415)

### Friedrich V.
- Friedrich V. (Pfalz), der Winterkönig, König von Böhmen (1619–1620)
- Friedrich V. (Dänemark und Norwegen), König von Dänemark und Norwegen (1723–1766)
- Friedrich V. (Schwaben), Herzog (1167–um 1170)
- Friedrich V. (Baden-Durlach), Markgraf von Baden-Durlach (1622–1659)
- Friedrich V. (Hessen-Homburg), Landgraf (1766–1820)
- Friedrich V. (Salm-Kyrburg), Fürst (1823–1887)
- Friedrich V. (Zollern), Graf (1255–1289)
- Friedrich V. (Nürnberg), Burggraf (1357–1397)
- Friedrich V. (Österreich) ist: Friedrich III. (HRR)
- Friedrich V. von Schaunberg, Fürsterzbischof von Salzburg (1489–1494)
- Friedrich V. Schenck von Toutenburg, Erzbischof von Utrecht (1559–1580)

### Friedrich VI./…
- Friedrich VI. (Dänemark und Norwegen), König von Dänemark und Norwegen (1808–1839)
- Friedrich VI. (Baden-Durlach), Markgraf von Baden-Durlach (1659–1677)
- Friedrich VI. (Schwaben), Herzog von Schwaben (um 1170–1191)
- Friedrich VI. (Hessen-Homburg), Landgraf (1820–1829)
- Friedrich VI. (Zollern) († 1298), genannt „der Ritter“ oder „der Ältere“, Graf von Zollern
- Friedrich VI. (Nürnberg) ist: Friedrich I. (Brandenburg)

- Friedrich VII. (Dänemark), König (1848–1863)
- Friedrich VII. (Zollern), Graf von Zollern (1298–1309)
- Friedrich VII. (Toggenburg) († 1436), Graf von Toggenburg
- Friedrich VII. Magnus (Baden-Durlach), Markgraf von Baden-Durlach (1677–1709)

- Friedrich VIII. (Dänemark), König (1906–1912)
- Friedrich VIII. (Zollern) (genannt Ostertag; † 1333), Graf von Hohenzollern

- Friedrich IX. (Dänemark), König (1947–1972)
- Friedrich IX. (Hohenzollern) († 1377/1379), genannt „der Alte“ oder „der Schwarzgraf“, Graf von Hohenzollern
- Friedrich von Brandenburg (1588–1611), als Friedrich IX. Markgraf von Brandenburg

- Friedrich X. (Hohenzollern) († 1412), Graf
- Friedrich X. von Dalberg (1863–1914), Adliger
- Friedrich X., traditionell deutsche Bezeichnung für Frederik X., König von Dänemark

- Friedrich XI. (Hohenzollern), Graf
- Friedrich XII. (Hohenzollern), Graf

### Friedrich der Fromme
- Friedrich II., der Fromme (1418–1478), Herzog zu Braunschweig-Lüneburg, Fürst von Lüneburg, siehe Friedrich II. (Braunschweig-Lüneburg)
- Friedrich III. von der Pfalz, der Fromme (1515–1576), Pfalzgraf von Simmern-Sponheim und Kurfürst von der Pfalz, siehe Friedrich III. (Pfalz)
- Friedrich der Fromme (1717–1785), Herzog zu Mecklenburg-Schwerin, siehe Friedrich (Mecklenburg)

## Friedrich …
- Friedrich Adolf (Lippe), Fürst von Lippe-Detmold (1697–1718)
- Friedrich Anton (Schwarzburg-Rudolstadt), Fürst (1718–1744)
- Friedrich Anton Ulrich (Waldeck-Pyrmont), Fürst (1706–1712)

- Friedrich August I., der Starke, Kurfürst von Sachsen (1694–1733) und als August II. König von Polen (1697–1704 und 1709–1733), siehe August der Starke
- Friedrich August II., Kurfürst von Sachsen (1733–1763) und König von Polen (1734–1763), siehe August III.
- Friedrich August I. (Sachsen), der Gerechte, König (1806–1827) und als Friedrich August III. Kurfürst von Sachsen (1763–1806)
- Friedrich August II. (Sachsen), König (1836–1854)
- Friedrich August III. (Sachsen), König (1904–1918)

- Friedrich August (Braunschweig-Lüneburg-Oels), Herzog von Oels (1792–1805)
- Friedrich August von Anhalt-Dessau (1799–1864), Prinz von Anhalt-Dessau
- Friedrich August von Sachsen-Eisenach (1663–1684), Erbprinz von Sachsen-Eisenach
- Friedrich August (Oldenburg), Herzog von Oldenburg (1773–1785) und Fürstbischof von Lübeck (1750–1785)
- Friedrich August (Oldenburg, Großherzog), Großherzog (1900–1918)
- Friedrich August (Nassau-Usingen), Herzog (1806–1816)
- Friedrich August (Württemberg-Neuenstadt), Herzog (1682–1716)
- Friedrich August, Herzog von York und Albany (1763–1827), Herzog, Bischof von Osnabrück, britischer Feldmarschall
- Friedrich August (Anhalt-Zerbst), Fürst (1747–1793)

- Friedrich August (Mathematiker) (1840–1900), deutscher Mathematiklehrer
- Friedrich Casimir (Hanau), Graf (1623–1685)
- Friedrich Casimir (Ortenburg), Reichsgraf (1627–1658)
- Friedrich Christian (Sachsen), Herzog und Kurfürst (1763)
- Alexius Friedrich Christian (Anhalt-Bernburg), Herzog (1806–1834)
- Friedrich Christian (Schaumburg-Lippe), Graf (1681–1728)
- Friedrich Christian (Brandenburg-Bayreuth), Markgraf (1763–1769)
- Friedrich Christian I. (Schleswig-Holstein-Sonderburg-Augustenburg), Herzog
- Friedrich Christian II. (Schleswig-Holstein-Sonderburg-Augustenburg), Herzog

- Friedrich Eugen (Württemberg), Herzog (1795–1797)

- Friedrich Franz I. (Mecklenburg), Großherzog zu Mecklenburg [-Schwerin] (1815–1837)
- Friedrich Franz II. (Mecklenburg), Großherzog zu Mecklenburg [-Schwerin] (1842–1883)
- Friedrich Franz III. (Mecklenburg), Großherzog zu Mecklenburg [-Schwerin] (1883–1897)
- Friedrich Franz IV. (Mecklenburg), Großherzog zu Mecklenburg [-Schwerin] (1897–1918)
- Friedrich Franz Herzog zu Mecklenburg (1910–2001), Erbgroßherzog von Mecklenburg in Mecklenburg-Schwerin

- Friedrich Günther (Schwarzburg-Rudolstadt), Fürst (1807–1867)
- Friedrich Heinrich (Oranien), Prinz von Oranien (1625–1647)
- Friedrich Heinrich (Sachsen-Zeitz-Pegau-Neustadt), Herzog (1699–1713)
- Friedrich Heinrich (Brandenburg-Schwedt), Markgraf (1771–1788)
- Friedrich Heinrich von Bellegarde, Graf und Vizekönig von Lombardei-Venedig (1815–1816)
- Friedrich Karl (Württemberg-Winnental) (1652–1698), Herzog
- Friedrich Karl August (Lippe) (1706–1781), Graf zu Lippe-Biesterfeld, Sternberg und Schwalenberg
- Friedrich Karl (Schleswig-Holstein-Sonderburg-Plön) (1722–1761), Herzog
- Friedrich Karl (Wied-Neuwied) (1741–1809), Fürst
- Friedrich Karl August (Waldeck-Pyrmont) (1743–1812), Fürst
- Friedrich Karl Ludwig (Schleswig-Holstein-Sonderburg-Beck) (1757–1816), Herzog
- Friedrich Karl (Schwarzburg-Rudolstadt) (1790–1793), Fürst
- Friedrich Karl von Preußen (1828–1885), Prinz und Feldherr
- Friedrich Karl von Preußen (1893–1917), Reiter
- Friedrich Karl von Preußen (1919–2006), Adliger
- Friedrich Kasimir (Pfalz-Zweibrücken-Landsberg), Herzog (1604–1645)

- Friedrich Ludwig (Pfalz-Zweibrücken-Landsberg), Herzog (1661–1681)
- Friedrich Ludwig (Hohenzollern-Hechingen), Fürst (1730–1750)
- Friedrich Ludwig (Schleswig-Holstein-Sonderburg-Beck), Herzog (1719–1728)
- Friedrich Ludwig (Hohenlohe-Ingelfingen-Öhringen), Fürst (1796–1806)
- Friedrich Ludwig Carl Christian zu Castell-Rüdenhausen, Graf (1749–1803)
- Friedrich Michael von Pfalz-Birkenfeld, Pfalzgraf von Zweibrücken-Birkenfeld (1724–1767)
- Friedrich Tuta, der Stammler, Markgraf von Meißen (1285–1291)
- Friedrich Ulrich (Braunschweig-Wolfenbüttel), Herzog (1613–1634)

- Eitel Friedrich I. (Hohenzollern) (* um 1384; † 1439), Graf in der Grafschaft Hohenzollern
- Eitel Friedrich II. (Hohenzollern) (1488–1512)
- Eitel Friedrich III. (1512–1525)
- Eitel Friedrich IV. (Hohenzollern) (1576–1605)
- Eitel Friedrich II. (Hohenzollern-Hechingen) (1601–1661)

## Weitere kirchliche Herrscher
- Friedrich (Mainz), Erzbischof von Mainz (937–954)
- Friedrich (Zeitz), Bischof von Zeitz (979/980–ca. 990)
- Friedrich (Chiemsee), Bischof von Chiemsee (1361–1387)
- Friedrich von Perneck (auch Pernegg; † 1380), als Friedrich II. Bischof von Seckau
- Friedrich von Blankenheim (Friedrich III. von Blankenheim), Fürstbischof von Utrecht (1393–1423)
- Friedrich Theis von Thesingen († 1429), Bischof von Lavant und als Friedrich III. Bischof von Chiemsee
- Friedrich von Fronau, Bischof von Chiemsee (1292/93)
- Friedrich von Hoya, von 1080 bis 1082 Abt von Corvey
- Friedrich von Mainz, Erzbischof von Mainz (937–954)
- Friedrich Wilhelm von Westphalen, Fürstbischof von Hildesheim (1763–1789) und Paderborn (1782–1789)
- Friedrich von Zollern, Fürstbischof von Regensburg (1340–1365)
- Eitel Friedrich von Hohenzollern (1582–1625) (1582–1625), Bischof von Osnabrück